# Amtsgericht Bad Segeberg

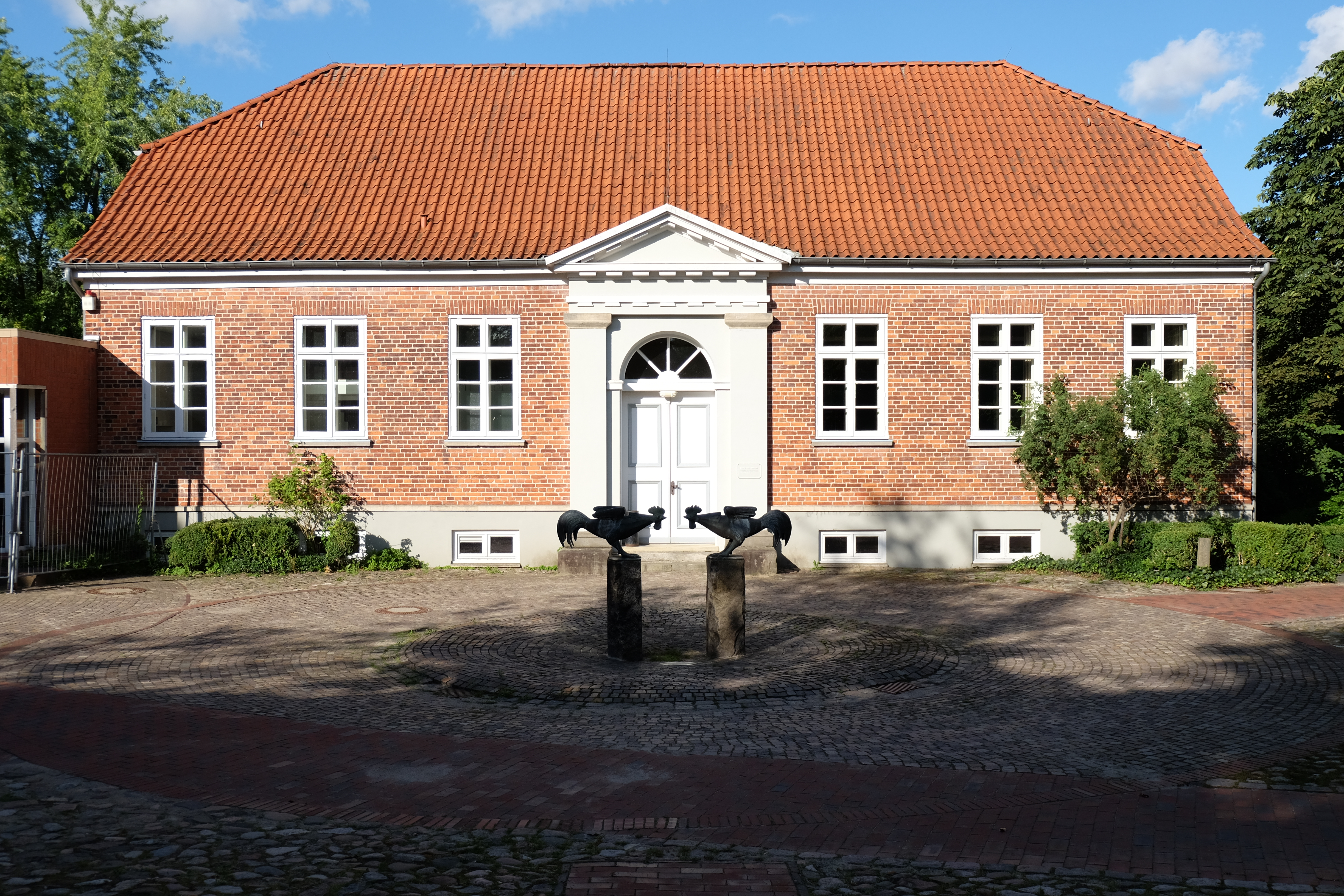
Gebäude des Amtsgerichts Bad Segeberg, früher Katasteramtssitz.

Das Amtsgericht Bad Segeberg (bis 1924: Amtsgericht Segeberg) ist ein deutsches Gericht der ordentlichen Gerichtsbarkeit. Es ist eines von sieben Amtsgerichten im Bezirk des Landgerichts Kiel und eines von 22 Amtsgerichten im Land Schleswig-Holstein.

## Gerichtssitz und -bezirk

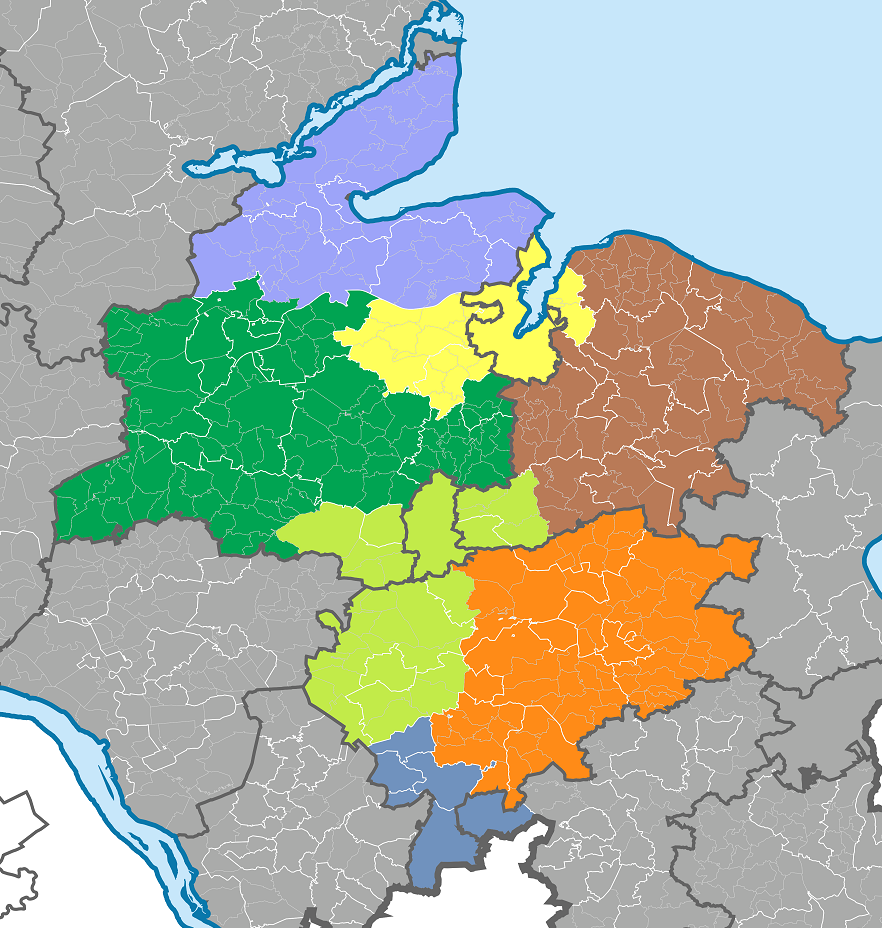
Gerichtsbezirke der dem LG Kiel nachgeordneten Amtsgerichte
AG Eckernförde
AG Rendsburg
AG Kiel
AG Plön
AG Neumünster
AG Bad Segeberg
AG Norderstedt

Das Gericht hat seinen Sitz in der Stadt Bad Segeberg.
Der Gerichtsbezirk umfasst das Gebiet der folgenden Städte und Gemeinden.
| - Bad Segeberg, - Bahrenhof, - Bark, - Bebensee, - Blunk, - Bornhöved, - Bühnsdorf, - Daldorf, - Damsdorf, - Dreggers, | - Fahrenkrug, - Fredesdorf, - Geschendorf, - Glasau, - Gönnebek, - Groß Kummerfeld, - Groß Niendorf, - Groß Rönnau, - Hartenholm, - Heidmühlen, | - Högersdorf, - Hüttblek, - Itzstedt, - Kattendorf, - Kayhude, - Kisdorf, - Klein Gladebrügge, - Klein Rönnau, - Krems II, - Kükels, | - Latendorf, - Leezen, - Mözen, - Nahe, - Negernbötel, - Nehms, - Neuengörs, - Neversdorf, - Oering, - Oersdorf, | - Pronstorf, - Rickling, - Rohlstorf, - Schackendorf, - Schieren, - Schmalensee, - Schwissel, - Seedorf, - Seth, - Sievershütten, | - Stipsdorf, - Stocksee, - Strukdorf, - Struvenhütten, - Stuvenborn, - Sülfeld, - Tarbek, - Tensfeld, - Todesfelde, - Trappenkamp, | - Travenhorst, - Traventhal, - Wahlstedt, - Wakendorf I, - Wakendorf II, - Weede, - Wensin, - Westerrade, - Winsen und - Wittenborn |

Zudem gehört zum Bezirk das gemeindefreie Gebiet des Forstgutsbezirks Buchholz.

## Geschichte
Mit der Annexion Schleswig-Holsteins wurden 1867 in der nunmehr preußischen Provinz fünf Kreisgerichte und das übergeordnete Appellationsgericht Kiel eingerichtet. Als Eingangsgerichte wurden Amtsgerichte geschaffen, darunter das Amtsgericht Segeberg als eines von 16 Amtsgerichten des Kreisgerichts Kiel. Den Gerichtssprengel bildete die Stadt Segeberg, die Kirchspielvogtei Segeberg und Leezen (ohne Hasenmoor, Fuhlenrüe und Weide), die Güter Borstel, Pronstorf, Margarethenhof, Rohlstorf, Wensien, Mützen, Travenort, die Hasselburger und Rütschauer Anteile von Kl. Rönnaz, das Amt Traventhal (ohne Schlamerstorf), vom Amt Reinfeld die nach Segeberg und Pronstorf eingepfarrten Dörfer und vom Amt Tremsbüttel die Dorfschaft Tönningstedt.
1871 wurde das Amtsgericht Bornhöved aufgehoben und sein Sprengel auf benachbarte Amtsgerichte verteilt. Die zu Bornhöved eingepfarrten Dörfer der früheren Ämter Plön und Segeberg sowie die Güter Erkrade, Hornstorf, Kuhlen, Muggersfelde und Seedorf kamen zum Amtsgericht Segeberg.
Mit dem Inkrafttreten des deutschen Gerichtsverfassungsgesetzes am 1. Oktober 1879 wurden reichsweit einheitlich Amts-, Land- und Oberlandesgerichte geschaffen. Das Amtsgericht Segeberg blieb bestehen und war nun dem Landgericht Kiel nachgeordnet.
Sein Gerichtsbezirk umfasste daraufhin den Kreis Segeberg außer den Teilen, die den Amtsgerichten Bargteheide, Bramstedt, Oldeslohe, Plön und Rantzau zugeordnet waren. Am Gericht bestanden 1880 zwei Richterstellen. Das Amtsgericht war damit ein mittelgroßes Amtsgericht im Landgerichtsbezirk. Gerichtstage wurden in Bornhöved gehalten.
Nachdem Segeberg 1924 in Bad Segeberg umbenannt wurde, änderte sich der Name des Amtsgerichts Segeberg in Amtsgericht Bad Segeberg.

## Gerichtsgebäude
Das Gericht befindet sich am Fuße des Kalkbergs in einem denkmalgeschützten Gebäude in der Straße Am Kalkberg 18. Es handelt sich um das ehemalige Amtshaus, welches 1826 erbaut wurde und zwischenzeitlich auch als Katasteramt diente.

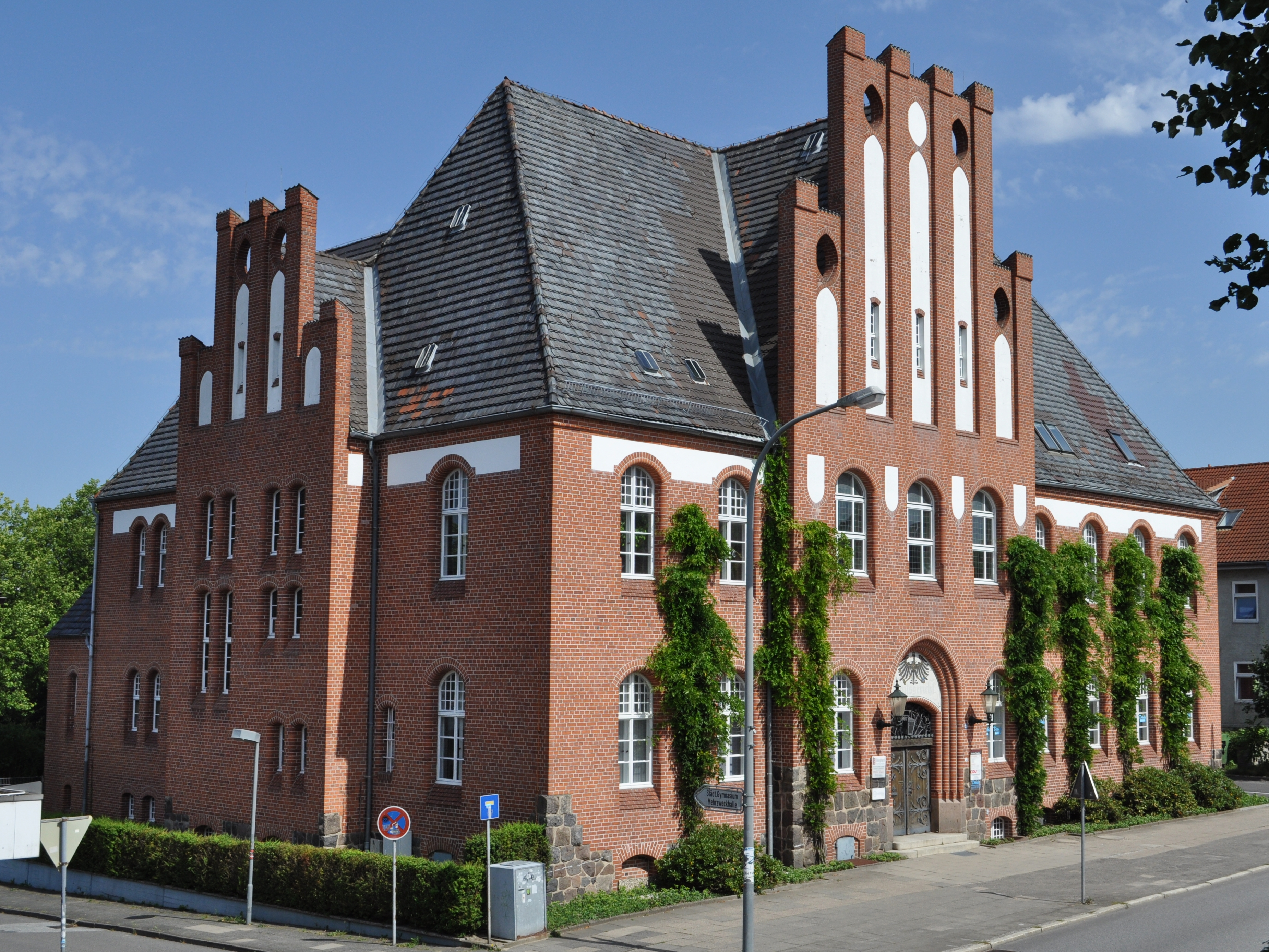
Ehemaliges Gerichtsgebäude in der Hamburger Straße 29

Das neugotische ehemalige Gerichtsgebäude in der Hamburger Straße 29 wird heute  anderweitig genutzt. Auch dieses Gebäude steht unter Denkmalschutz.

## Übergeordnete Gerichte
Das Amtsgericht Bad Segeberg ist Eingangsgericht. Ihm übergeordnet ist das Landgericht Kiel sowie im weiteren Instanzenzug das Schleswig-Holsteinische Oberlandesgericht und der Bundesgerichtshof.